# Red 2
Red 2 è un film del 2013 diretto da Dean Parisot e con protagonisti Bruce Willis, John Malkovich, Mary-Louise Parker, Catherine Zeta-Jones, Helen Mirren e Anthony Hopkins. È il sequel del film del 2010 Red, tratto dall'omonimo fumetto scritto da Warren Ellis e disegnato da Cully Hamner. Come per il precedente film la sceneggiatura è stata scritta da Erich e Jon Hoeber, mentre la regia è stata affidata a Dean Parisot, che ha sostituito Robert Schwentke.

## Trama
Sono passati tre anni dagli eventi narrati nel primo film e Frank Moses, ex-agente della CIA, prova a vivere una vita normale con la sua fidanzata, Sarah Ross. Quando Marvin Boggs, suo vecchio compagno e amico, lo contatta per avvertirlo che una fuga di notizie su WikiLeaks li sta mettendo in imminente pericolo Frank non gli crede, ma pochi minuti dopo l'auto di Marvin esplode nel parcheggio del centro commerciale dove si erano incontrati. Frank stenta a credere che Marvin sia morto, ma partecipa con Sarah al suo funerale, dove prende la parola in un commovente quanto bizzarro elogio funebre. Alla fine della messa, mentre dice a Sarah che è necessario scappare e nascondersi in un luogo sicuro, Frank viene prelevato da agenti del governo e portato nella Yankee White Facility, una struttura dei servizi segreti. Durante l'interrogatorio la struttura viene presa d'assalto da Jack Horton, accompagnato da un gruppo di mercenari, che minaccia di torturare Sarah se Frank non gli rivela le informazioni che gli servono. Frank riesce però a sfuggire dalla morsa di Horton, e con l'aiuto di Marvin, che si scopre essere vivo e vegeto, scappa con Sarah.
Marvin, che ha rapito e torturato il vice-direttore dei Servizi Segreti Militari, spiega a Frank Moses che sono ricercati per aver preso parte all'Operazione Notte Fonda, un'azione clandestina che durante la Guerra fredda ha portato ad assemblare e nascondere un'arma nucleare in Russia. Intanto Horton, che si rivela essere un agente deviato della CIA, uccide un generale al Pentagono e convince le agenzie internazionali che Frank e i suoi amici sono terroristi in fuga. Inoltre, vista la difficoltà che ha incontrato ad eliminare Moses, si fa autorizzare a assumere Han Cho-Bai, il miglior assassino su commissione del mondo, che ha appena portato a termine un contratto, uccidendo con un origami una persona super protetta. La notizia che Moses ed i suoi compagni stanno organizzando un attentato terroristico convince il capo del MI6 inglese ad ingaggiare Victoria, che sfruttando la sua amicizia con il gruppo dovrà ucciderli. Intanto Frank, Sarah e Marvin sono arrivati alla conclusione che dietro la fuga di notizie ci sia "la rana", un misterioso agente di stanza a Parigi e vengono informati da Victoria dell'incarico che ha ricevuto per eliminarli. Così, per andare in Francia rubano il jet privato di Han, alimentando ancora di più l'odio che questi prova per Frank, che in passato, abbandonandolo durante una missione, lo ha fatto imprigionare per diversi anni. I tre, appena arrivati in albergo, vengono intercettati da agenti russi al comando di Katja Petrokovich, che anni prima, sotto copertura, ha avuto una relazione con Frank e che Marvin chiama "la kriptonite di Frank Moses", scatenando la gelosia di Sarah. Tutti insieme riescono a catturare "la Rana" e questi, dopo essere stato sedotto da Sarah, rivela le informazioni sull'Operazione e dà loro la chiave della sua cassetta di sicurezza. Katja, anch'essa in cerca dell'ordigno nucleare, droga Frank e gli ruba la chiave, non immaginando che Marvin l'ha sostituita con la chiave di una cassetta di sicurezza che la polizia sta controllando perché di proprietà di un gruppo terroristico. Dopo che Frank e Marvin sono riusciti a scappare dall'attacco di Han, i tre si recano in banca e mentre Katja viene arrestata trovano i documenti riguardanti il fisico Edward Bailey, creatore della bomba "Notte Fonda" (da cui prendeva nome l'operazione) e recluso in un manicomio criminale a Londra da ben trentadue anni. Volano quindi in Inghilterra, dove Victoria, avvertita da Marvin, li intercetta, ma solo per aiutarli ad inscenare le loro morti e ad entrare nel manicomio, dove riescono a liberare Bailey, psicologicamente instabile per i medicinali assunti e per la lunga reclusione. Lo portano a Mosca e appena arrivati vengono accolti da Ivan Simanov, capo del KGB a Washington e fidanzato segreto di Victoria. Bailey, trovandosi nel vecchio rifugio che Moses aveva a Mosca oltre trent'anni prima, si ricorda che la bomba è stata piazzata proprio a Mosca, all'interno del Cremlino. Dopo essere scampati ad un altro attacco di Han, passano da una serie di cunicoli sotterranei e riescono a recuperare la bomba, che si scopre contenere mercurio rosso. Katja li ferma ma Frank la persuade a unirsi alla loro missione. Intanto Victoria, che è stata catturata liberando Bailey dal manicomio, scopre che lo scienziato ha creato la bomba con l'intento preciso di farla detonare e alla fine dell'interrogatorio viene condannata a morte. Ma il giovane agente incaricato di ucciderla fallisce e lei riesce ad avvisare Frank che il pericolo è rappresentato non tanto dalla bomba ma bensì dalla follia di Bailey. Ma ormai è tardi e Bailey conferma le parole di Victoria. Tenendo tutti sotto il tiro di una pistola rivela di essere stato lui, con l'ausilio di un telefono rubato ad una guardia, ad aver provocato la pubblicazione del dossier segreto, per provocare un'azione che gli permettesse una vendetta con l'MI6. All'arrivo di Horton, sopraggiunto per acquisire l'ordigno nucleare, spara a Katja per far incolpare Frank e scappa con la bomba, raggiungendo l'aereo che dovrà portarli a Londra. Ma prima di salire a bordo Horton rinnega l'accordo con Bailey e lo fa imprigionare sull'aereo, ma lo scienziato, usando delle fiale di gas nervino che aveva preparato anni prima, avvelena tutti i soldati presenti, lasciando in vita solo Horton.
Intanto in Russia Frank, Marvin e Sarah sono davanti al plotone d'esecuzione ma vengono salvati da Victoria e Ivan. Frank e la sua squadra tornano sulle tracce di Bailey, ma prima di partire Frank viene attaccato da Han. Lo scontro finisce con Frank che può sparargli, ma per convincerlo che ha bisogno del suo aiuto gli porge la pistola. Han, a malincuore, accetta ed i cinque, in quanto Ivan rimane in Russia, tornano a Londra, dove scoprono che Bailey ha trovato rifugio nell'ambasciata iraniana a Londra.
Devono ideare un piano per entrare nell'ambasciata: in un locale Sarah seduce un ministro iraniano e dopo averlo avvelenato lo costringe a portarla all'ambasciata, mentre Marvin, entrato con un altro espediente, causa un diversivo che permette al resto della squadra di entrare nell'ambasciata travestiti da idraulici, eludendo la sorveglianza all'ingresso. Intanto Bailey ha venduto la bomba agli iraniani, ma appena ricevuto il bonifico del denaro uccide i due intermediari iraniani e poi anche Horton, dopo avergli rivelato che non ha mai avuto nessuna intenzione di vendere la bombaː vuole che l'ordigno esploda a Londra, per vendicare la moglie ed il figlio di sei anni, uccisi dal servizio segreto inglese quando è stato imprigionato.
Frank e Marvin riescono a trovare la bomba, ma Bailey ha già programmato la detonazione con un timer a sessanta minuti. Victoria cerca di impedire a Bailey di lasciare l'ambasciata e ne nasce una tremenda sparatoria con le "Guardie della Rivoluzione". Bailey e Sarah, tenuta in ostaggio, scappano verso l'aeroporto e Victoria e Han lo inseguono in macchina, inseguiti a loro volta dalle guardie dell'ambasciata. Frank e Marvin, che hanno con loro la bomba innescata, prendono l'elicottero dell'ambasciata e durante il volo Marvin tenta di disattivare la bomba ma riesce soltanto ad accorciare il conto alla rovescia. Nei pressi dell'aeroporto anche l'elicottero viene colpito e precipita vicino all'aereo di Han. Marvin e Frank rimangono illesi e Frank raggiunge l'aereo, salendo a bordo per parlare con Bailey. Questi libera Sarah e li fa scendere entrambi, facendogli portare con loro la bomba. I due si ricongiungono agli altri, l'aereo decolla e tutti si attendono l'esplosione della bomba, ma questa avviene a bordo dell'aereo, dove Bailey si accorge dello stratagemma di Frank un attimo prima dell'esplosione. Han, dopo che Frank svela di aver nascosto la bomba sull'aereo, gli chiede immediatamente 30 milioni di dollari per l'aereo e altri 20 che ha perso per non averlo ucciso.
Il film finisce con Frank che utilizza Sarah per una missione a Caracas, dove lei esordisce sparando in aria con un mitragliatore all'interno di un bar.

## Produzione
Nel gennaio del 2011, dopo il grande successo ottenuto dal primo film, la Summit Entertainment contattò gli sceneggiatori Erich e Jon Hoeber per affidargli il compito di scrivere la sceneggiatura di un secondo film, la cui data di uscita venne successivamente fissata al 2 agosto 2013. Nel mese di febbraio del 2012 la regia della pellicola venne affidata a Dean Parisot, noto per aver diretto i film Galaxy Quest e Dick e Jane - Operazione furto, che andò in questo modo a sostituire Robert Schwentke, regista del primo film.
Le riprese del film iniziarono nel settembre del 2012 a Montréal. Il mese successivo si spostarono a Parigi e a Londra.

### Casting
Nel cast del film è stata confermata la presenza di Bruce Willis, John Malkovich, Mary-Louise Parker ed Helen Mirren che tornano ad interpretare rispettivamente i ruoli di Frank Moses, Marvin Boggs, Sarah Ross e Victoria.
Il casting del film iniziò nel maggio del 2012. I primi due attori ad entrare nel cast il 10 maggio 2012 furono Catherine Zeta-Jones e Byung-hun Lee, mentre il 24 dello stesso mese Anthony Hopkins entrò in trattative per interpretare il villain del film Edward Bailey. Il successivo 20 luglio si unì al cast l'attore Neal McDonough e il 7 settembre entrò a far parte del cast anche David Thewlis, completando così il casting per gli attori principali.

## Distribuzione
Il 17 gennaio 2013 sono stati distribuiti il primo trailer e la prima locandina del film ed il successivo 6 giugno è stato distribuito anche il trailer in italiano.
Il film doveva inizialmente essere distribuito nei cinema statunitensi a partire dal 2 agosto 2013, ma la data di uscita venne successivamente anticipata al 19 luglio dello stesso anno. In Italia è stato distribuito a partire dal 21 agosto 2013.

## Accoglienza

### Incassi
Il film ha incassato 53.262.560 negli Stati Uniti e 94.813.005$ nel resto del mondo, per complessivi 148.075.565$.

## Riconoscimenti
- 2014 - People's Choice Award
  - Nomination Miglior thriller
- 2013 - Golden Trailer Awards
  - Nomination Miglior commedia
- 2014 - Jupiter Award
  - Nomination Miglior film internazionale a Dean Parisot